# Apamea biloba
Apamea biloba là một loài bướm đêm trong họ Noctuidae.